# Karl Grossmann (Musiker)
Karl Grossmann (* 3. Juni 1910 in Uznach; † 24. Februar 1992) war ein Schweizer Schwyzerörgeli- und Akkordeonspieler. Er war heimatberechtigt in Uznach und erlernte die Berufe des Werkzeugmachers und des Mechanikers und arbeitete in der Maschinenfabrik Oerlikon. Neben seinen Hauptinstrumenten spielte er auch Oboe, Trompete und Klarinette in verschiedenen Musikvereinen in der Umgebung von Rapperswil SG. Als 19-Jähriger siedelte er nach Zürich um; eines seiner musikalischen Stammlokale war in dieser Stadt das Restaurant Konkordia.
1933 liess sich Karl Grossmann in Chur nieder und betätigte sich dort als Kapellmeister, Komponist, Musikverleger und- lehrer. Aufgrund seiner Herkunft entsprechen seine Eigenkompositionen dem konzertanten Innerschweizerstil, die er mit seiner Ländlerkapelle in der Besetzung Klarinette/Akkordeon/Bassgeige aufführte.